# Línguas kambari
As línguas Kambari do Platô Nigeriano são:
- Cipu (Acipa Ocidental)
- Kambari própria
  - Kambari I: Vadi (Kakihum?), Shingini, Baangi, ? Yumu
  - Kambari II: Kimba, Gaushi, Wənci

## Escrita
As línguas kambari usam o alfabeto latino sem a letra Q; usa as formas adicionais Gb, Kp, Sh, Ts e formas diversas do B e do D, além das formas tradicionais;

## Amostra de texto
Kaza̱i ka Aminya - Kaza̱i ka aminya ka roku ka pini a Ndazu. La u wusha baci aminya a ama, aku u bana aga̱ta̱ u ba u za̱sa̱. U za̱ baci, aku u wecikpe a ɗa pini a aga̱ta̱ yi. U laza u a̱sa̱ka̱ a ɗa pini, bawu uza ha wa wundika yi. Kain dem nala.
Português
O lavador de roupa - Era uma vez um lavador de roupas da cidade Ndazu. Ele recebia as roupas das pessoas, então ele ia para o rio  lavá-las. Quando ele as tinha lavado, então ele ia espalhá-las ao lado do rio para secar. Ele ia deixá-las lá sem ninguém para observá-las para ele. Todos os dias ele fazia assim.